# Zákon o kolektivním vyjednávání
Zákon o kolektivním vyjednávání neboli zákon č. 2/1991 Sb. upravuje kolektivní vyjednávání mezi odborovými organizacemi a zaměstnavateli nebo jejich organizacemi, za případné součinnosti státu, jehož cílem je uzavření kolektivní smlouvy. Kolektivní vyjednávání je tedy proces uzavírání kolektivní smlouvy, při kterém dochází k řešení platových nebo mzdových práv nebo jiných práv v pracovněprávních vztazích. Zákon výslovně upravuje postup kolektivního vyjednávání, uzavírání kolektivní smlouvy, řešení sporů mezi účastníky a postup při stávkách a výlukách.

## Systematika zákona
- Úvodní ustanovení (§ 1)
- Nyní zrušeno – původně Kolektivní smlouvy (§ 2–3)
- Platnost a účinnost kolektivních smluv (§ 4–10; § 4–6 zrušeny)
- Řízení před zprostředkovatelem (§ 11–12)
- Řízení před rozhodcem (§ 13–15)
- Stávka ve sporu o uzavření kolektivní smlouvy (§ 16–26)
- Výluka (§ 27–31)
- Společné a přechodné ustanovení (§ 32)
- Účinnost (§ 33)

## Kolektivní vyjednávání
Kolektivní vyjednávání je zahájeno písemným návrhem jedné strany k uzavření kolektivní smlouvy. Strana, která návrh obdržela, je povinna písemně odpovědět nejpozději do 7 pracovních dnů, pokud není domluveno jinak. Smluvní strany jsou spolu povinny jednat a spolupracovat, pokud to nebude v rozporu s jejich oprávněným zájmem. Pokud je smlouva uzavřena na dobu neurčitou, dohodnuta změna k nějakému datu, či vyprší její platnost, jsou účastníci povinni minimálně 60 dnů před skončením dosavadní smlouvy dohodnout se na uzavření nové kolektivní smlouvy. Smluvní strany mohou v kolektivní smlouvě dohodnout změnu a rozsah změny této smlouvy, při změně pak postupují stejně jako při uzavírání kolektivní smlouvy.

## Kolektivní smlouva
Kolektivní smlouva je smlouva upravující práva zaměstnanců v pracovně právních vztazích a také práva a povinnosti vstupujících do smluvního vztahu. Kolektivní smlouvy jsou závazné pro smluvní strany, pro zaměstnavatele, za které uzavřela smlouvu organizace zaměstnavatelů, pro zaměstnance, za které smlouvu uzavřel odborový orgán či pro samotný odborový orgán, pokud za něj uzavřel smlouvu orgán vyšší. 

### Druhy kolektivních smluv
- Podnikové – mezi příslušným odborovým orgánem a zaměstnavatelem
- Vyššího stupně – pro větší počet zaměstnavatelů mezi příslušným vyšším odborovým orgánem a organizací nebo organizacemi zaměstnavatelů.

### Pravidla kolektivních smluv
Kolektivní smlouvy musí být písemně uzavřené a podepsané na téže listině, jinak nemohou být přiznané platnými. Také kolektivní smlouva se považuje za neplatnou, pokud některá z její části je v rozporu s právními předpisy nebo upravuje nároky zaměstnanců v menším rozsahu než kolektivní smlouva vyššího stupně nebo zaručuje zaměstnancům mzdové nároky ve větším rozsahu, než je rozsah stanovený kolektivní smlouvou vyššího stupně jako nejvýše přípustný, a to v části přesahující tento nejvýše přípustný rozsah.
Kolektivní smlouva se uzavírá na dobu určitou. Pokud doba platnosti smlouvy nebude výslovně určena, považuje se, že byla uzavřena na dobu jednoho roku. Účinnost kolektivní smlouvy začíná prvním dnem období, na které byla smlouva uzavřena a končí uplynutím tohoto období, pokud doba účinnosti některých závazků není v kolektivní smlouvě sjednána odchylně. 

### Uložení kolektivních smluv a seznámení s jejich obsahem
(1) Kolektivní smlouvu vyššího stupně a rozhodnutí rozhodce (§ 13), která se jí týkají, je povinna smluvní strana na straně zaměstnavatelů odevzdat k uložení ministerstvu práce a sociálních věcí republiky, příslušnému podle sídla této organizace.
(2) Pokud kolektivní smlouva vyššího stupně podle předchozího odstavce zavazuje zaměstnavatele, kteří mají sídlo v obou republikách, je smluvní strana podle předchozího odstavce povinna smlouvu odevzdat k uložení oběma ministerstvům práce a sociálních věcí republik.
(3) Uložení kolektivní smlouvy vyššího stupně se oznamuje ve Sbírce zákonů. O oznámení ve Sbírce zákonů požádá příslušné ministerstvo práce a sociálních věcí republiky, u něhož je smlouva uložena.
(4) Ministerstvo práce a sociálních věcí republiky, u kterého je kolektivní smlouva vyššího stupně uložena, je povinno na žádost a za stanovený poplatek poskytnout žadateli její stejnopis.
(5) S obsahem kolektivní smlouvy je povinen příslušný odborový orgán seznámit zaměstnance nejpozději do 15 dnů od jejího uzavření.
(6) Smluvní strany jsou povinny uschovávat kolektivní smlouvy a rozhodnutí rozhodců, která se jich týkají, po dobu nejméně pěti let od skončení doby jejich účinnosti. 

## Kolektivní spory
Kolektivní spory (§ 10 ZKV) jsou spory týkající se uzavření kolektivní smlouvy a dále pak spory o plnění kolektivní smlouvy, ze kterých nevznikají nároky jednotlivým zaměstnancům. Tyto spory se řeší dvěma způsoby:

### Řízení před zprostředkovatelem (§ 11-12)
Smluvní strany si po dohodě (nejdříve však po uplynutí 60 dnů od písemného návrhu na uzavření této smlouvy) mohou ve sporu zvolit zprostředkovatele. Nedohodnou-li se, určí zprostředkovatele na návrh jedné ze smluvních stran příslušné ministerstvo. Zprostředkovatelem se může stát fyzická osoba způsobilá k právním úkonům nebo právnická osoba, pokud souhlasí s výkonem této funkce. Do 15 dnů od přijetí žádosti zprostředkovatel písemně sdělí návrh řešení sporu oběma stranám. Tento časový limit lze po dohodě měnit. Jestliže se do 20 dnů ode dne přijetí žádosti zprostředkovatelem strany nedohodnou, je řízení považováno za neúspěšně. Tento časový limit lze po dohodě měnit.
Neúspěšné řízení je možné obnovit s novým zprostředkovatelem. Náklady za řízení včetně odměny zprostředkovateli si obě strany rozdělí rovným dílem.

### Řízení před rozhodcem (§ 13-15)

#### § 13
Pokud bylo řízení před zprostředkovatelem neúspěšné, mohou obě strany po dohodě písmeně požádat o rozhodnutí rozhodce. Při neshodě při výběru rozhodce tuto osobu zvolí ministerstvo ze seznamu zprostředkovatelů a rozhodců. Rozhodcem se může stát fyzická osoba způsobilá k právním úkonům, která je zapsána v ministerstvu vedeném seznamu zprostředkovatelů a rozhodců. Nesmí to být ale stejná osoba, která v tomto sporu již figurovala jako zprostředkovatel. Do 15 dnů od zahájení řízení rozhodce písemně sdělí rozhodnutí. Pokud je doručeno smluvním stranám rozhodnutí rozhodce, je spor uzavřen. Veškeré náklady řízení včetně odměny rozhodce hradí ministerstvo.

#### § 14
Krajský soud může na návrh smluvní strany zrušit nebo změnit rozhodnutí rozhodce, je-li v rozporu s právními předpisy. Tuto žádost může smluvní strana podat do 15 dnů od doručení rozhodnutí rozhodce. V případě zrušení rozhodnutí rozhoduje o novém rozhodnutí stejný rozhodce.

#### § 15
Tuto problematiku řeší Ministerstvo práce a sociálních věcí a některé body i v dohodě s Ministerstvem financí.